# Horisme submontana
Horisme submontana är en fjärilsart som beskrevs av Holloway 1977. Horisme submontana ingår i släktet Horisme och familjen mätare. Inga underarter finns listade i Catalogue of Life.